# Гардън
Окръг Гардън (на английски: Garden County) е окръг в щата Небраска, Съединени американски щати. Площта му е 4483 km², а населението - 2292 души (2000). Административен център е град Ошкош.